# Kibernetički štit
Kibernetički štit je godišnja kibernetička vježba Koordinacije za sustav domovinske sigurnosti u Ministarstvu obrane Republike Hrvatske.Vrsta je vježbe u kojoj svi sudionici zajedno za stolom rješavaju neki zajednički problem (eng. table-top exercise). Sprovodi ju se radi jačanja svijesti o sigurnosti svih korisnika kibernetičkog prostora, ukazivanja na značaj koordinacije i suradnje javnog, akademskog i gospodarskog sektora te za potaknuti raspravu na strateškoj razini o smjernicama za postupanje u slučaju kibernetičke krize.  Uz članove Koordinacije, sprovode ju i predsjednik Koordinacije, potpredsjednik Vlade i ministar obrane. Vježbovno i nastavno pomagalo su računala. Tijekom vježbe očekuje se i rasprava sudionika oko pojedinih pitanja. U vježbi se raščlanjuje nekoliko potencijalno zlonamjernih aktivnosti po zamišljenom scenariju, a od sudionika vježbe očekuje se donijeti odgovarajuće odluke. Nositelj vježbe je Samostalni sektor za informacijske i komunikacijske sustave MORH-a. Prva je održana 15. ožujka 2018. godine. Ciljevi vježbe su jačasti svijest o sigurnosti svih korisnika kibernetičkog prostora i sigurnosti kritične infrastrukture, potaknuti raspravu o smjernicama za postupanje na strateškoj razini te ukazivanje na moguće izazove u slučaju kibernetičke krize, ukazati na značaj koordinacije unutar javnog sektora i suradnje javnog, akademskog i gospodarskog sektora, ukazati na važnost strateških komunikacija u kriznim situacijama i ukazati na ulogu Koordinacije za sustav domovinske sigurnosti.